# میکولای کروزفسکی

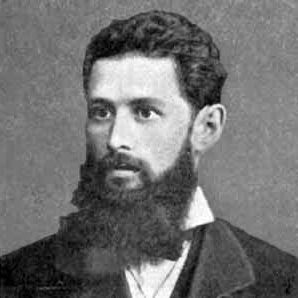
Николай Крушевский

میکولای کروزفسکی (زاده ۱۸ دسامبر ۱۸۵۱ – درگذشته ۱۲ نوامبر ۱۸۸۷) زبان‌شناس، روان‌شناس و فیلسوف لهستانی بود. او و بودوئن دو کورتنه در دانشگاه غازان همکار بودند و در همین مدت همکاری، نظراتی در مورد واج‌شناسی و آواشناسی ارائه دادند که بعدها الهام‌بخش زبان‌شناسان مکتب پراگ شد.